# Клап-скейт
Клап-скейт или коньки-клапы — тип конькобежных коньков, используемых в классическом беге. В отличие от традиционных коньков, у которых лезвие жёстко зафиксировано на ботинке, лезвие клап-скейта зафиксировано только в носовой части ботинка подпружиненным шарниром. Данная конструкция делает возможной более длительную, чем при использовании традиционных коньков, фазу отталкивания, что в итоге позволяет добиться более высокой скорости бега. Современная конструкция клап-скейта была разработана в Амстердамском свободном университете, хотя сама идея таких коньков появилась в конце XIX века. Впервые использовались в сезоне 1984/1985 годов, но до конца 90-х годов не воспринимались серьёзно. В сезоне 1996/1997 женская команда Нидерландов успешно использовала клап-скейты. Со следующего сезона эти коньки стали повсеместно использоваться.

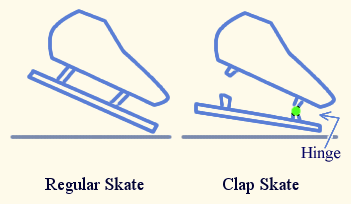
Традиционные коньки (regular skate) и клап-скейты

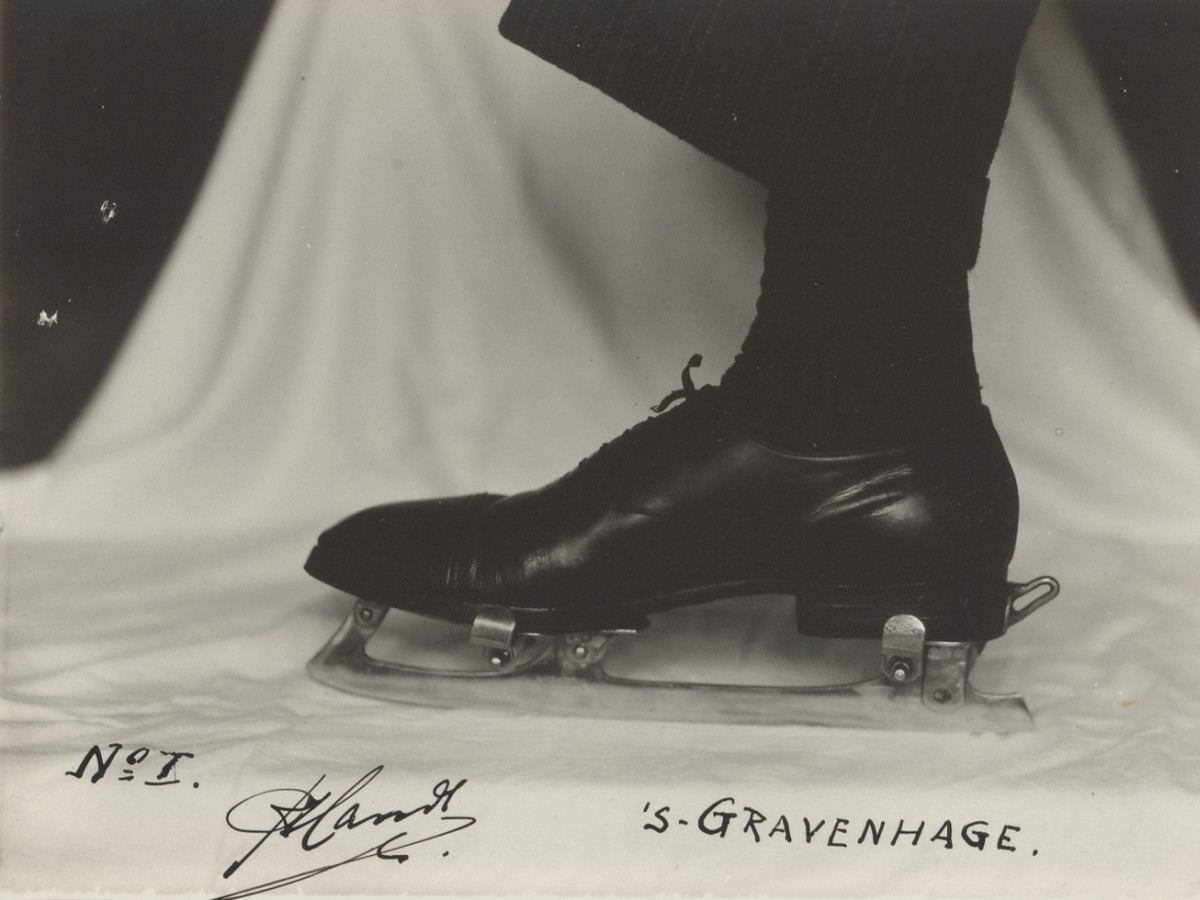
Ранние клап-скейты в 1936 году

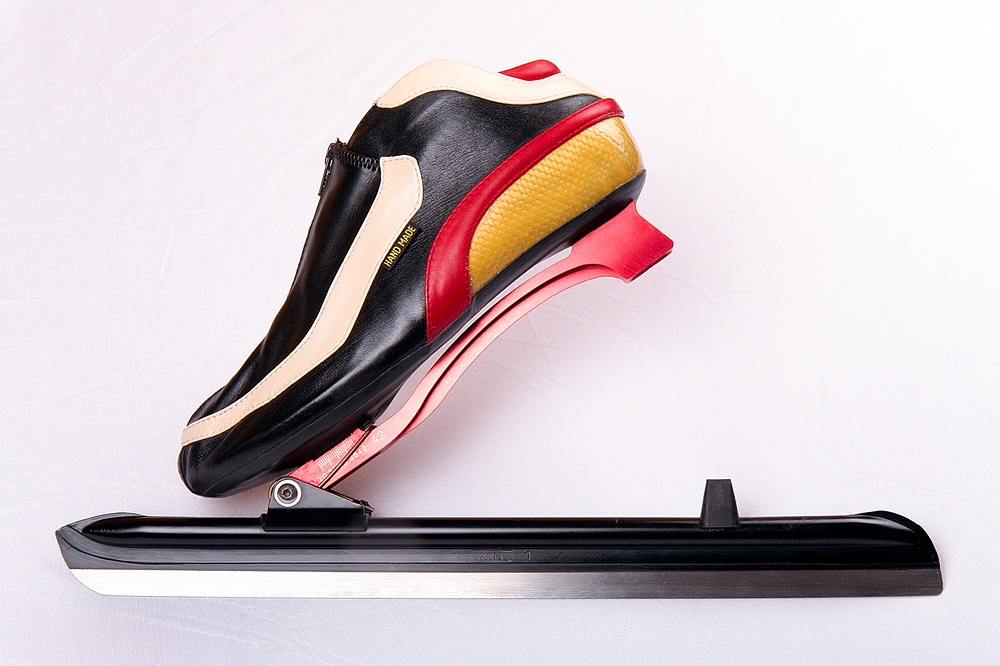
Конькобежные коньки-клапы

## История
Идея коньков, у которых лезвие соединяется с ботинком с помощью шарнирного соединения была описана и запатентована в 1884 году Карлом Ханнесом. Повторно клап-скейты были изобретены нидерландским биомехаником Герритом Ян ван Инген Схенау в 1979 году, создавшим первый прототип в 1980 году. Он утверждал, что бегуны на клап-скейтах получат преимущество из-за увеличения действия икроножных мышц. В 1985 году Рон Кет первым бежал на клап-скейтах в официальных соревнованиях. В сезоне 1986/1987 годов некоторые бегуны на марафонскую дистанцию намеревались использовать новый вид коньков, но получили запрет на их использование из-за риска получения травм при падении спортсмена. Кроме того, ведущие конькобежцы того времени Идс Постма, Барт Велдкамп, Ринтье Ритсма относились к ним отрицательно. В сезоне 1996/1997 женская команда Нидерландов успешно использовала клап-скейты. Со следующего сезона эти коньки стали повсеместно использоваться. В 2001 году были проведены исследования, которые установили, что при использовании клап-скейтов точка вращения сдвигается с кончика лезвия к месту расположения шарнира, что усиливает силу толчка.

## Конструкция шарнира
В качестве шарнира применяется промподшипник. Конструкция же возвратной пружины различна. Так, например, компания Viking применяет свёрнутую пружину работающую на скручивание, которая устанавливается вокруг подшипника. Компания Maple использует в качестве возвратной пружину, работающую на растяжение.